# گوران ویویچ

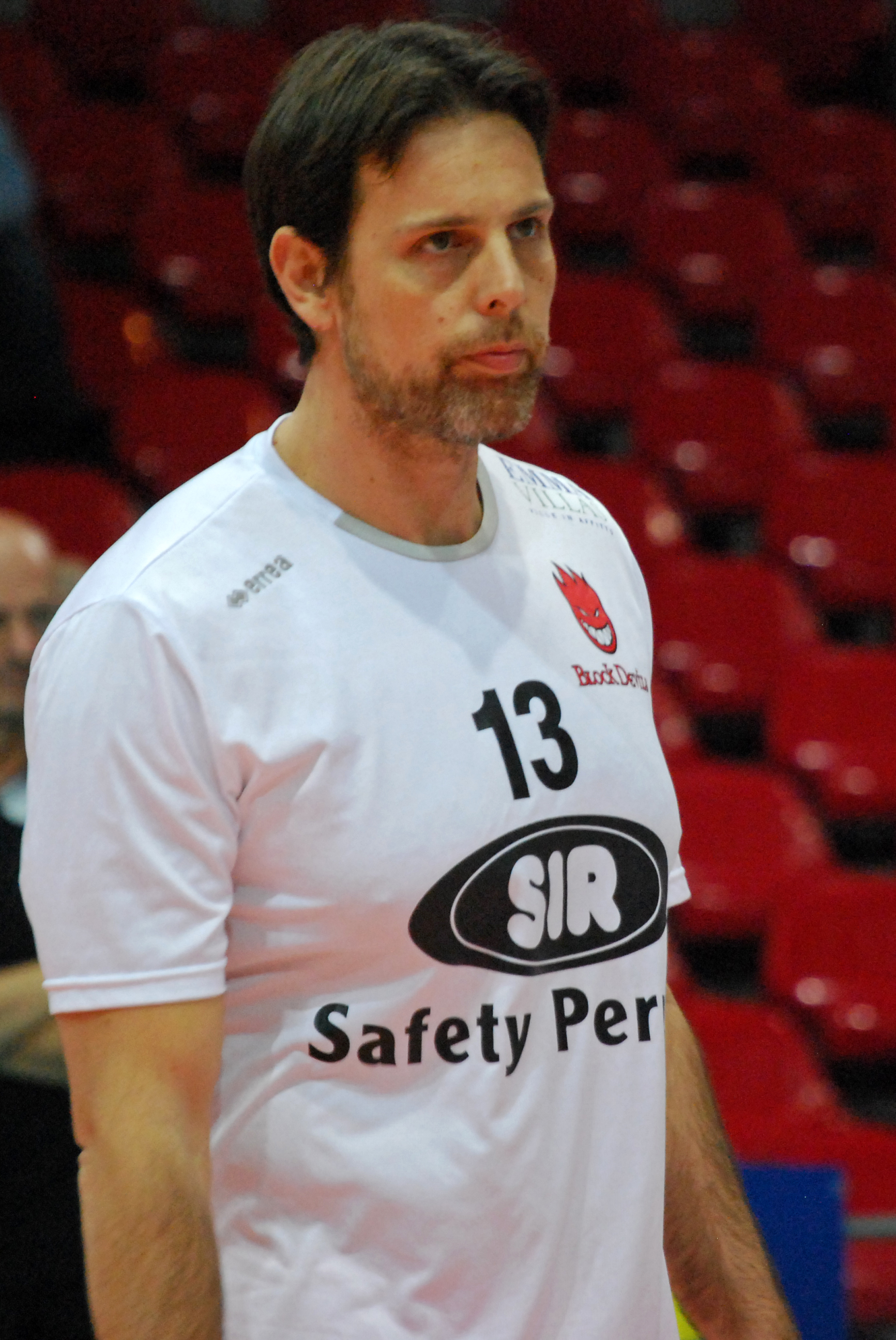
گوران ویویچ

گوران ویویچ کویسکو (به انگلیسی: Goran Vujević Kvisko) (زاده ۲۷ فوریه ۱۹۷۳ در ستینیه) بازیکن والیبال اهل صربستان و سابق تیم ملی والیبال صربستان و یوگسلاوی است. او از ستاره‌های سابق یوگسلاوی و صربستان بود. گوران مدال طلا المپیک ۲۰۰۰ سیدنی و مدال برنز المپیک ۱۹۹۶ آتلانتا را به دست آورده است. او در رده باشگاهی نیز در تیم‌های مطرح پارتیزان بلگراد، برشا، توری فرارا ۴، المپیاکوس، گابکا مونتیچیاری، تارانتو، لاتینا، ترنتینو، تاپ لاتینا و پروجا را سابقه حضور دارد.